# 스타쉽 트루퍼스 2
스타쉽 트루퍼스 2(Starship Troopers 2: Hero Of The Federation)는 미국에서 제작된 필 티페트 감독의 2004년 공포, SF, 액션, 모험 영화이다. 빌리 브라운 등이 주연으로 출연하였고 존 데이비슨 등이 제작에 참여하였다.

## 출연

### 주연
- 빌리 브라운
- 리차드 버기

### 조연
- 콜린 포치
- 에드 퀸
- 켈리 칼슨
- 사이 카터
- 샌드린 홀트
- 에드 로터
- J.P.  마녹스
- 로렌스 모노슨
- 드류 포웰
- 제이슨-쉐인 스콧
- 브렌다 스트롱
- 브라이언 티
- 데이빗 웰스
- 팀 콘론
- 바비 C. 킹
- 스티븐 스탠튼
- 존 데이비슨
- 타이 윌리엄스

## 제작진
- 공동제작: 에드워드 누메이어
- 공동제작: 필 티페트
- 미술: 프란코 지아코모 카본
- 세트: 미쉘 애슐리
- 세트: 티모시 스티펙
- 의상: 제니퍼 L. 파슨즈
- 배역: 페니 엘러스